# Lilū
Le Lilū est un démon mésopotamien présenté parfois avec une paire d'ailes. Son pendant féminin est Lilītu. Il s'agit d'anciens jeunes hommes humains décédés avant d'avoir pu se marier.
Dans l'Orient ancien, le Lilū hantait les déserts et les grands espaces. Son action était particulièrement néfaste aux femmes enceintes et aux enfants. Il attaquait ses victimes, féminines de préférence, quand elles dormaient, dans le but d'en faire ses conjointes. Celles-ci n'avaient dès lors plus de chances de trouver un époux parmi les mortels. Le Lilū s'apparente à un incube.
Dans la Liste royale sumérienne, Gilgamesh est présenté comme étant le fils d'un Lilū.